# Economia Venezuelei
Venezuela are o economie de piață a cărei bază este extracția și rafinarea petrolului pentru export și consumul intern. Acesta este a patra mare economie din America Latină, după Brazilia, Mexic și Argentina cu PIB (nominal) și al cincea după PIB (PPP), a patra fiind Columbia.
| Export către                          | Export către | Import din                 | Import din |
| Țară                                  | Procent      | Țară                       | Procent    |
| ------------------------------------- | ------------ | -------------------------- | ---------- |
| Statele Unite ale Americii            | 28,50%       | Statele Unite ale Americii | 30,60%     |
| China                                 | 17,10%       | China                      | 11,00%     |
| Columbia                              | 8,90%        | Brazilia                   | 9,40%      |
| Mexic                                 | 6,20%        | Columbia                   | 4,60%      |
| Țările de Jos                         | 5,20%        | Mexic                      | 4,40%      |
| Belgia                                | 4,70%        | Germania                   | 4,00%      |
| Brazilia                              | 4,60%        | Ecuador                    | 2,70%      |
| Italia                                | 2,00%        | Argentina                  | 2,70%      |
| Alte țări                             | 22,80%       | Alte țări                  | 30,60%     |
| Sursă: INE, 2008 / CIA World Factbook |              |                            |            |

De-a lungul secolului XX, economia Venezuelei s-a aflat în postura de cea mai prosperă din regiune din cauza descoperirii și exploatării zăcămintelor de petrol care a început în mijlocul secolului. În același timp, moneda țării a fost una dintre cele mai apreciate din regiune față de dolar, dar scăderea resurselor deținute de țară din anii 1980 a cauzat o recesiune gravă și probleme financiare. În ultimii ani, după numeroase conflicte politice și sociale, economia țării a revenit în mod semnificativ, având o creștere de 17% în anul 2004, una dintre cele mai ridicate din lume, potrivit Fondului Monetar Internațional. La sfârșitul anului 2007 creșterea economică a fost de 8,8%, iar în anul 2008 creșterea Produsului Intern Brut a fost de 4%. Când riscul a trecut, țara s-a plasat cu 987 de puncte în iulie 2009, au declarat oficialii. Rata șomajului pentru luna iunie 2009 a fost de 7,9%. Cu toate acestea, rata de inflație pentru 2008 a fost de 30,9%, cea mai mare din America Latină. Venezuela are, de asemenea, multe filiale petroliere cum ar fi Petroleos de Venezuela și Citgo.
Principalii săi parteneri comerciali sunt Statele Unite, Columbia, Olanda, Mexic, Ecuador și Brazilia. A crescut, de asemenea, comerțul cu țările membre ale Comunității Andine, CARICOM, Piața Comună a Americii Centrale și Mercosur.
Statistici:
PIB: 346,973 miliarde USD din care: agricultura 5%, industria 51,6%, serviciile: 43,4%.
PIB pe cap de locuitor: 11.889  USD
- Forță de muncă: 12,31 milioane persoane (date estimative din 2005).
- Salariul minim pe economie: 1.548 bolivari (360 USD) (date din septembrie 2011) cu săptămână de lucru de 40 de ore
- Rezerve internaționale: 27.450 milioane USD (decembrie 2011).

Venezuela deține importante rezerve de petrol și face parte din OPEC. Prețul benzinei în Venezuela este de 4 cenți (0,04 USD) / litru  (mai 2008) și 0.05 (martie 2012).
În anul 2006, Venezuela era pe locul al optulea în topul celor mai mari producători mondiali de petrol și numărul cinci în topul celor mai mari exportatori de țiței, cu o producție estimată la 3,2 milioane barili pe zi. Din această producție, 1,5 milioane barili de petrol pe zi erau exportați către Statele Unite și 150 000 de barili pe zi către China.

## Industrie
Venezuela este o țară foarte industrializată, cca 51,6% (2003) din produsul intern brut (PIB) provenind din industrie. De la mijlocul secolului al XX-lea manufactura a devenit la fel de prioritară. Principalele produse ale industriilor din Venezuela sunt cele de petrol, oțel, aluminiu, îngrășeminte, ciment, pneuri și construcția de mașini. De asemenea, este importantă și industria de prelucrare a produselor alimentare, băuturilor, textilă, îmbrăcăminte, încălțăminte, plastic și lemn. Datele de la INE pentru anul 2004 au arătat că 322,907 de persoane din populația țării lucrau în industrie. Cele mai industrializate zone sunt cele de lângă capitală și centrul regiunii. La finele secolului XX, industria s-a consolidat și în alte regiuni, cum ar fi Centrul Occidental (vest), Zulia, Anzii și Guayana.

## Agricultură
Cele principale produsele primari sunt porumb, sorg, zahăr, orez, banane, zarzavaturi, cafea, carne, porci, lapte și ouă.